# Alpakesa
Alpakesa är ett släkte av svampar. Alpakesa ingår i divisionen sporsäcksvampar och riket svampar.